# Lolabaghirli (Latchine)
Lolabaghirli est un village de la région de Latchine en Azerbaïdjan.

## Histoire
En 1992-2020, Lolabaghirli était sous le contrôle des forces armées arméniennes. Le 1er décembre 2020, le village repasse sous la souveraineté de l'Azerbaïdjan, comme l'ensemble du raion de Latchine, conformément à l'accord de cessez-le-feu du Haut-Karabakh.

## Population
Selon les statistiques de 2009, la population du village de Gouchtchou est de 395 personnes.

## Économie
La principale occupation de la population du village est l'élevage.
Il y avait un poste médical et un épicerie dans le village de Gouchtchou.

## Éducation
Il y avait une école secondaire et une bibliothèque dans le village.